# Phaedranassa lehmannii
Phaedranassa lehmannii är en amaryllisväxtart som beskrevs av Eduard August von Regel. Phaedranassa lehmannii ingår i släktet Phaedranassa och familjen amaryllisväxter. Inga underarter finns listade i Catalogue of Life.